# 沃岑湖
沃岑湖（德語：Wootzensee），是德國的湖泊，位於該國東北部梅克倫堡-前波美拉尼亞州，由梅克倫堡湖區郡負責管轄，長1.2公里、寬0.5公里，面積0.41平方公里，海拔高度84米，平均水深5.5米，最大水深10米，水體容量194萬立方米。